# Рогожкина, Полина Алексеевна
Полина Алексеевна Рогожкина (19.01.2006, Пермь) — российская футболистка, полузащитница пермской «Звезды-2005».

## Биография
Первый тренер — Анна Николаевна Миляева.
С 2016 года принимала участие в детско-юношеских соревнованиях по футболу и мини-футболу среди клубов и сборных субъектов РФ.
С 2019 года выступает за академию «Звезда-2005» (г. Пермь). Первый матч за основную команду «Звезды-2005» провела 19 марта 2022 года против «Рязани-ВДВ». Играет в клубе вместе со своей сестрой Кристиной.
С 2022 года вызывалась в юниорскую сборную России, но в официальных матчах не участвовала. В 2024 году дебютировала за молодёжную сборную России в матчах против сборной Узбекистана.